# ميخائيل ريا
ميخائيل ريا (19 فبراير 1966 في المملكة المتحدة - ) (بالإنجليزية: Michael Rea)‏ هو لاعب كريكت بريطاني. شارك مع منتخب أيرلندا للكريكت.

## وصلات خارجية
- ميخائيل ريا على موقع إي آس بي آن كريك إنفو (الإنجليزية)